# Nova Zorea, Krîvîi Rih
Nova Zorea (în ucraineană Нова Зоря) este un sat în comuna Vesele din raionul Krîvîi Rih, regiunea Dnipropetrovsk, Ucraina.

## Demografie
Componența lingvistică a localității Nova Zorea
     Ucraineană (91,33%)
     Rusă (8,67%)
Conform recensământului din 2001, majoritatea populației localității Nova Zorea era vorbitoare de ucraineană (91,33%), existând în minoritate și vorbitori de rusă (8,67%).